# 皮伯巴赫
皮伯巴赫是奥地利上奥地利州林茨兰县的一个市镇。总面积17平方公里，总人口1757人，人口密度103.4人/平方公里（2005年）。